# ISO 3166-2:KE
Artículo principal: ISO 3166-2
ISO 3166-2:KE es la entrada para Kenia, parte de los códigos de normalización ISO 3166 publicados por la Organización Internacional de Normalización (ISO), que define los códigos para los nombres de las principales subdivisiones (p.ej., provincias, regiones, etc) de todos los países codificados en ISO 3166-1.
En la actualidad, para Kenia los códigos ISO 3166-2 se definen en 47 condados.
Cada código consta de dos partes, separadas por un guion. La primera parte es KE, el código para Kenia en ISO 3166-1 alfa-2. La segunda parte tiene dos cifras.

## Códigos actuales
Los nombres de las subdivisiones se ordenan según el estándar ISO 3166-2 publicado por la Agencia de Mantenimiento ISO 3166 (ISO 3166/MA).
Los códigos ISO 639-1 se usan para representar los nombres de las subdivisiones en los siguientes idiomas oficiales:
- (en): Inglés
- (sw): Suajili

Pulsa sobre el botón en el encabezado de cada columna para clasificar.

### Condados
| Código | Nombre de la subdivisión (es) | Nombre de la subdivisión (en) |
| ------ | ----------------------------- | ----------------------------- |
| KE-01  | Baringo                       | Baringo                       |
| KE-02  | Bomet                         | Bomet                         |
| KE-03  | Bungoma                       | Bungoma                       |
| KE-04  | Busia                         | Busia                         |
| KE-05  | Elgeyo-Marakwet               | Elgeyo/Marakwet               |
| KE-06  | Embu                          | Embu                          |
| KE-07  | Garissa                       | Garissa                       |
| KE-08  | Homa Bay                      | Homa Bay                      |
| KE-09  | Isiolo                        | Isiolo                        |
| KE-10  | Kajiado                       | Kajiado                       |
| KE-11  | Kakamega                      | Kakamega                      |
| KE-12  | Kericho                       | Kericho                       |
| KE-13  | Kiambu                        | Kiambu                        |
| KE-14  | Kilifi                        | Kilifi                        |
| KE-15  | Kirinyaga                     | Kirinyaga                     |
| KE-16  | Kisii                         | Kisii                         |
| KE-17  | Kisumu                        | Kisumu                        |
| KE-18  | Kitui                         | Kitui                         |
| KE-19  | Kwale                         | Kwale                         |
| KE-20  | Laikipia                      | Laikipia                      |
| KE-21  | Lamu                          | Lamu                          |
| KE-22  | Machakos                      | Machakos                      |
| KE-23  | Makueni                       | Makueni                       |
| KE-24  | Mandera                       | Mandera                       |
| KE-25  | Marsabit                      | Marsabit                      |
| KE-26  | Meru                          | Meru                          |
| KE-27  | Migori                        | Migori                        |
| KE-28  | Mombasa                       | Mombasa                       |
| KE-29  | Murang'a                      | Murang'a                      |
| KE-30  | Condado de Nairobi            | Nairobi City                  |
| KE-31  | Nakuru                        | Nakuru                        |
| KE-32  | Nandi                         | Nandi                         |
| KE-33  | Narok                         | Narok                         |
| KE-34  | Nyamira                       | Nyamira                       |
| KE-35  | Nyandarua                     | Nyandarua                     |
| KE-36  | Nyeri                         | Nyeri                         |
| KE-37  | Samburu                       | Samburu                       |
| KE-38  | Siaya                         | Siaya                         |
| KE-39  | Taita-Taveta                  | Taita/Taveta                  |
| KE-40  | Río Tana                      | Tana River                    |
| KE-41  | Tharaka-Nithi                 | Tharaka-Nithi                 |
| KE-42  | Trans-Nzoia                   | Trans Nzoia                   |
| KE-43  | Turkana                       | Turkana                       |
| KE-44  | Uasin Gishu                   | Uasin Gishu                   |
| KE-45  | Vihiga                        | Vihiga                        |
| KE-46  | Wajir                         | Wajir                         |
| KE-47  | West Pokot                    | West Pokot                    |

## Cambios
Los siguientes cambios a la entrada se han anunciado en la ISO 3166/MA desde la primera publicación de la ISO 3166-2 en 1998. ISO cesó su emisión de informes en 2013.
| Edición/Informe               | Fecha de emisión | Descripción del cambio notificado                                                  | Cambio de código o de subdivisión                                                                                       |
| ----------------------------- | ---------------- | ---------------------------------------------------------------------------------- | --- |
| ISO 3166-2:2007               | 13/12/2007       | Segunda edición de la ISO 3166-2 (este cambio no fue anunciado en el informe)      | Códigos: Provincia occidental: KE-900 → KE-800                                                                          |
| Boletín II-2                  | 30/9/2010        | Se actualiza la lista fuente                                                       | |
| Plataforma en línea de la ISO | 30/10/2014       | Se suprimen las provincias; se añaden 47 condados; se actualiza la lista de origen | Códigos suprimidos: KE-110, KE-200, KE-300, KE-400, KE-500, KE-600, KE-700, KE-800 Códigos añadidos: Del KE-01 al KE-47 |
| Plataforma en línea de la ISO | 15/11/2016       | Se actualiza el código de origen                                                   | |

### Códigos anteriores
Antes de 2014, el patrón ISO 3166-2 mantenía los códigos de las anteriores 8 provincias de Kenia.
Pulsa sobre el botón en el encabezado de cada columna para clasificar.
| Código anterior | Nombre de la subdivisión (es) | Nombre de la subdivisión (en) | Nombre de la subdivisión (sw) |
| --------------- | ----------------------------- | ----------------------------- | ----------------------------- |
| KE-110          | Nairobi                       | Nairobi                       | Nairobi                       |
| KE-200          | Central                       | Central                       | Kati                          |
| KE-300          | Costera                       | Coast                         | Pwani                         |
| KE-400          | Oriental                      | Eastern                       | Mashariki                     |
| KE-500          | Nororiental                   | North-Eastern                 | Kaskazini Mashariki           |
| KE-600          | Nyanza                        | Nyanza                        | Nyanza                        |
| KE-700          | Valle del Rift                | Rift Valley                   | Bonde la Ufa                  |
| KE-800          | Occidental                    | Western                       | Magharibi                     |